# Дом Мурузи
Дом Мурузи — многоквартирный жилой дом, бывший доходный дом в Санкт-Петербурге, расположенный по адресу Литейный проспект, 24 (27 — по улице Пестеля, 14 — по улице Короленко). Представляет интерес своей неомавританской архитектурой и именами писателей, живших или работавших в нём.

## История

### Строительство и первые владельцы

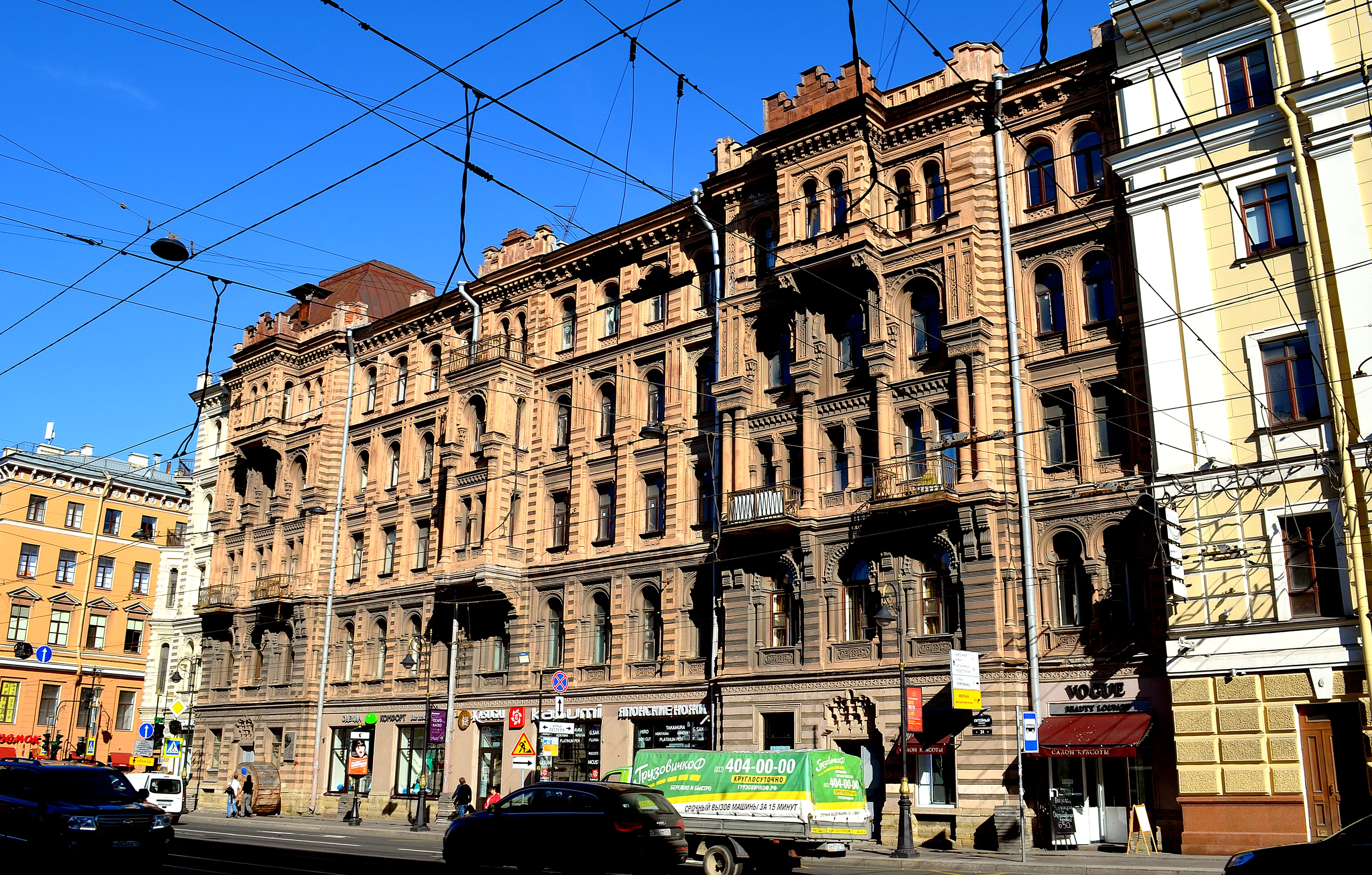
Вид на дом Мурузи с Литейного проспекта

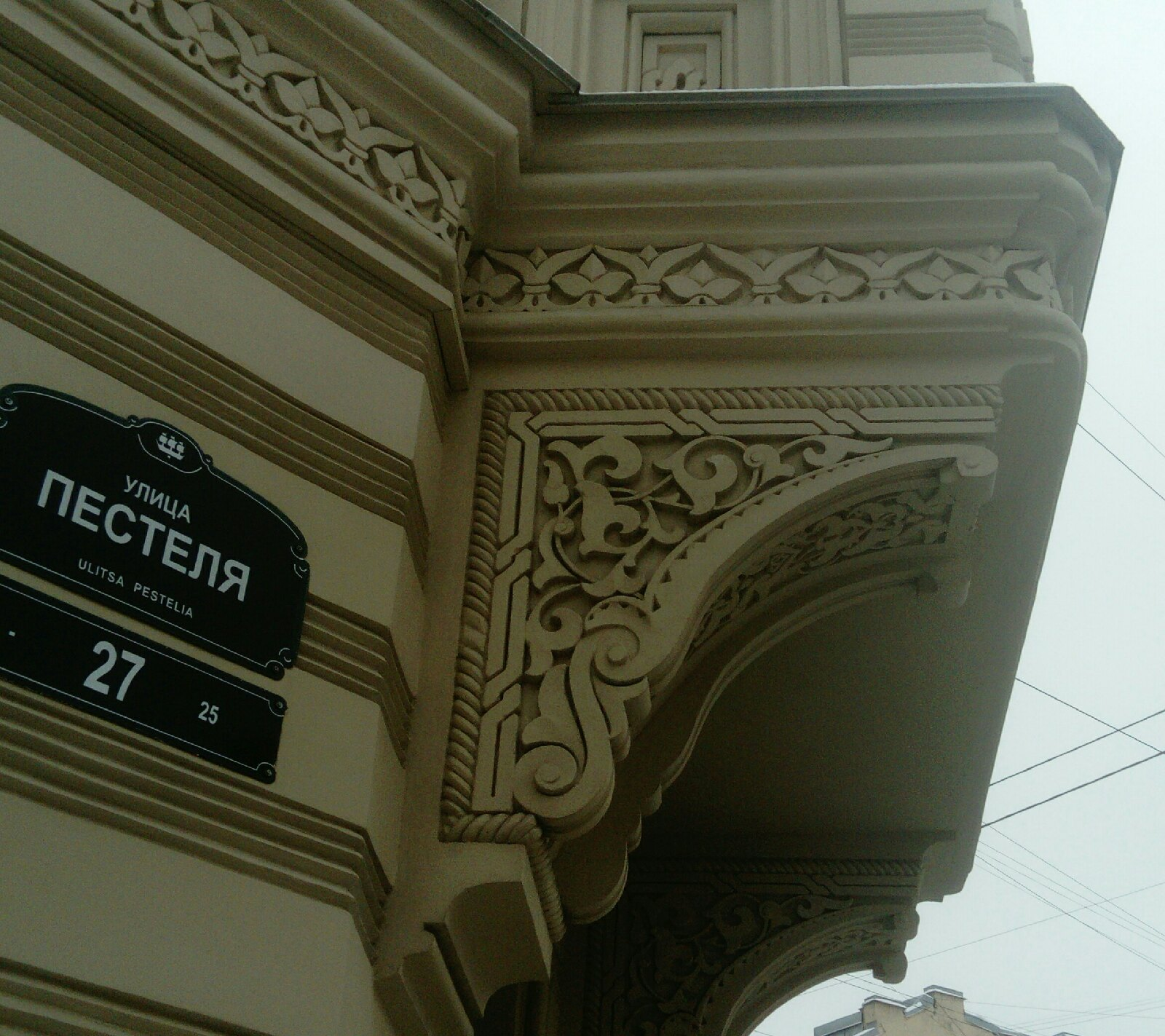
Консоль эркера дома

Дом был построен в 1874—1877 годах по проекту архитектора А. К. Серебрякова при участии П. И. Шестова для князя Александра Дмитриевича Мурузи (1807—1880) на участке, принадлежавшем когда-то Н. П. Резанову. Ряд интерьеров спроектировал Н. В. Султанов. Фасад дома выполнен в неомавританском стиле (сотовые своды, см. Неомавританский стиль). С 1890 года и до революции домом владел генерал-лейтенант Оскар Рейн, унаследовавший часть капиталов своего тестя К. П. Трапезникова. По карнизам этажей идет растительный орнамент, который также украшает консоль эркера (машрабия) на углу улицы Пестеля (бывшей Пантелеймоновской) и Литейного проспекта. Окна с подковообразными арками, часто имеющие вид бифория, украшают полуколонны с консолями. Фасад также украшают арабески: так, например, надпись на воротах дома считается скопированным во дворце арабских завоевателей Испании в Альгамбре девизом династии Насридов, правителей Гранадского эмирата: араб. ولا غالب إلا الله‎ (транскрипция [Wa lā gāliba illā-llāh]) «Нет победителя кроме Бога». 

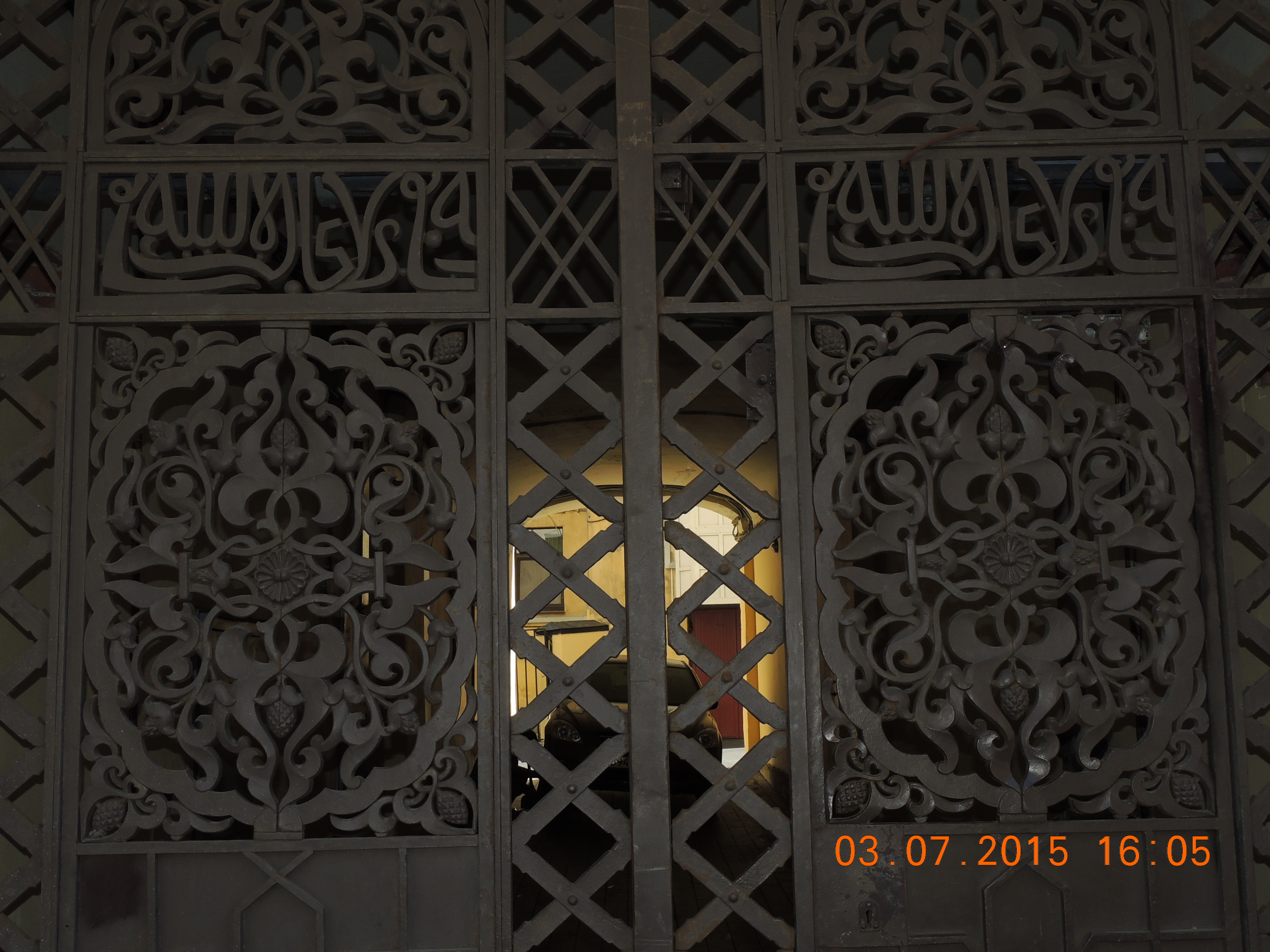
Ворота дома Мурузи

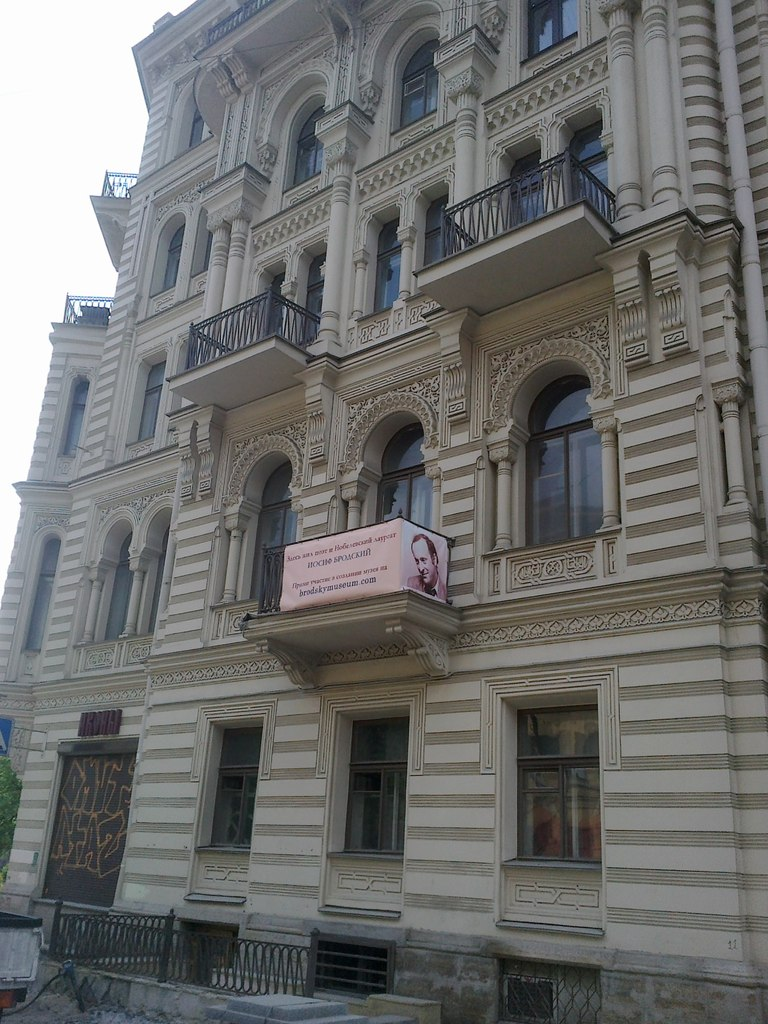
Декор фасада по улице Пестеля

### Литераторы в доме
Дом Мурузи занимает «одно из самых почётных мест на современной литературной карте Петербурга»:
- Д. С. Мережковский и З. Н. Гиппиус жили здесь[6] всё последнее десятилетие XIX столетия и начало XX века, в общей сложности — двадцать три года.

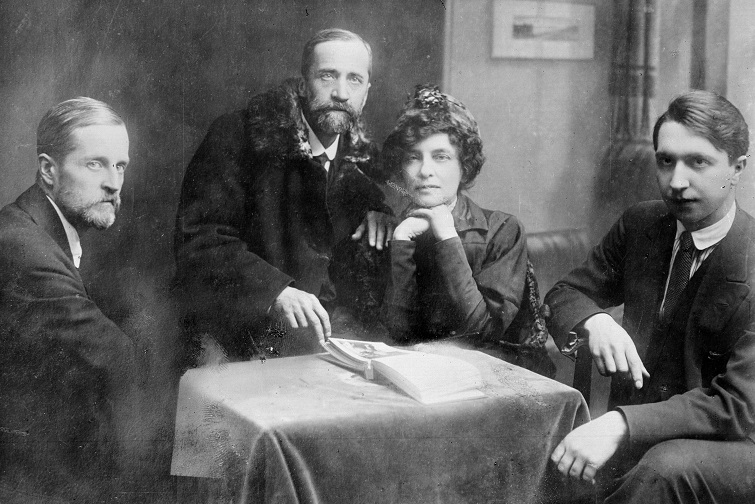
Д. В. Философов, Д. С. Мережковский, З. Н. Гиппиус, В. А. Злобин. Исход из Советской России. Конец 1919 — начало 1920 года

- После отставки с поста военного губернатора Ферганской области, с 1917 года в квартире № 31 проживал генерал-лейтенант Александр Гиппиус.
- Впоследствии здесь находилась общедоступная читальня[6], которую содержала бабка поэта и переводчика Владимира Пяста, близкого друга Александра Блока.
- В начале 1920-х годов по инициативе Николая Гумилёва здесь был создан петроградский Дом поэтов[5]. При издательстве «Всемирная литература» в одной из квартир дома по инициативе Корнея Чуковского была организована студия молодых переводчиков[6][7].
- Несколько десятков лет с детства 1920-х годов в доме жил в квартире 33 советский и российский писатель Даниил Гранин (настоящая фамилия Герман)[8].
- С 1955 до 1972 года (до отъезда из СССР) в доме Мурузи в квартире № 28 жил поэт Иосиф Бродский[2], позднее там был организован мемориальный музей Бродского[9].

20 июня 2024 года в подвале Дома Мурузи открылась «Пища династии Минь»: совместный гастрономический проект музея «Полторы комнаты» и команды El Copitas Bar.

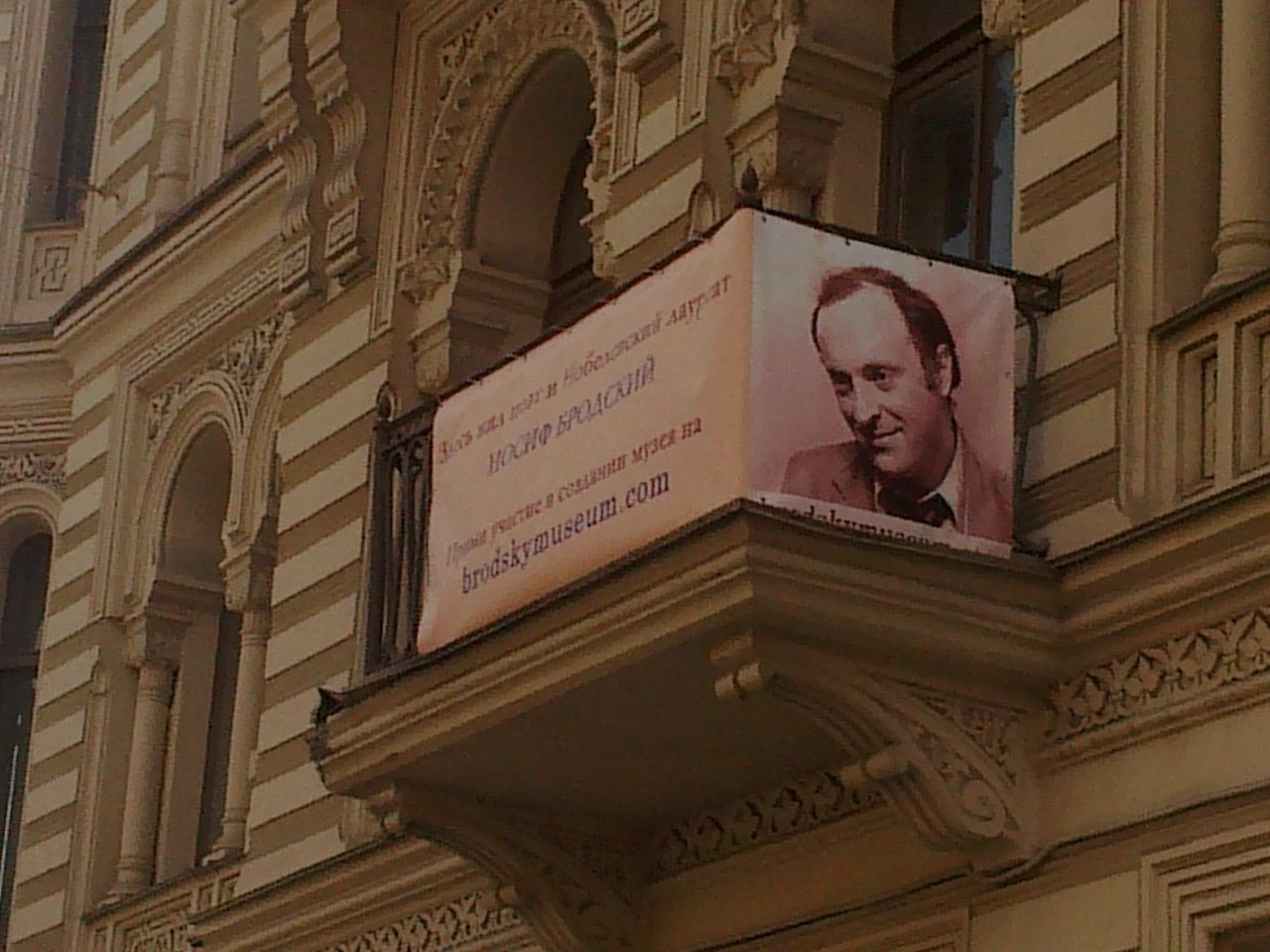
Баннер с портретом Иосифа Бродского на балконе квартиры, где он жил и где создали его музей